# Episodi di Suite Pretty Cure

Logo occidentale della serie

Lista degli episodi di Suite Pretty Cure♪, ottava serie anime di Pretty Cure, trasmessa in Giappone su TV Asahi dal 6 febbraio 2011 al 29 gennaio 2012. In Italia è inedita.
Le sigle originali di apertura, La♪ La♪ La♪ Suite Precure♪ (ラ♪ラ♪ラ♪スイートプリキュア♪?) per gli ep. 1-23 e La♪ La♪ La♪ Suite Precure♪ ~∞UNLIMITED∞ ver~ (ラ♪ラ♪ラ♪スイートプリキュア♪ ～∞ＵＮＬＩＭＩＴＥＤ∞ ｖｅｒ～?) per gli ep. 24-48, sono cantate da Mayu Kudō, mentre quelle di chiusura, Wonderful↑Powerful↑Music!! (ワンダフル↑パワフル↑ミュージック！！?) per gli ep. 1-23 e ♯Kibou Rainbow♯ (♯キボウレインボウ♯?) per gli ep. 24-48, da Aya Ikeda.

## Lista episodi
| Nº | Titolo italiano (traduzione letterale) Giapponese 「Kanji」 - Rōmaji | In onda           | In onda |
| Nº | Titolo italiano (traduzione letterale) Giapponese 「Kanji」 - Rōmaji | Giapponese        |         |
| 1  | MiaoMiao~! Le Suite Pretty Cure sono nate-miao♪ 「ニャプニャプ～！スイートプリキュア誕生ニャ♪」 - Nyapunyapu~! Suīto Purikyua tanjō nya♪ | 6 febbraio 2011   |         |
| 1  | Nella terra di Major Land si tiene come ogni anno la cerimonia in cui la Fata del Canto esegue la Melodia della Felicità per mantenere le note all'interno dello Spartito Leggendario e preservare così la felicità nel regno; la fata scelta per quest'anno è la gattina ingenua e sbadata Hummy. Tuttavia, Mephisto, re di Minor Land, irrompe insieme alla fata Seiren per trasformare la Melodia della Felicità in quella della Tristezza. Per tenerle al sicuro, la regina di Major Land, Aphrodite, disperde le Note della melodia sulla Terra e manda Hummy coi Fairy Tone a cercare coloro che possano recuperarle diventando le Pretty Cure. Nel frattempo, la sportiva Hibiki Hojo e la studiosa Kanade Minamino sono due ragazze cresciute nella città di Kanon che erano un tempo migliori amiche ma che adesso non vanno più d'accordo e litigano sempre. Seiren e il Trio the Minor individuano nei loro cuori i marchi a forma di chiave di violino, indispensabili per completare la melodia, ma non riescono a sottrarli. Il forte desiderio di recuperare il prezioso disco che ascoltavano sempre da bambine, tramutato attraverso una Nota in un mostro conosciuto come Negatone, stabilisce un'armonia e fa sì che le due chiavi di violino divengano Cure Module: istruite da Hummy, Hibiki e Kanade riescono a trasformarsi nelle Pretty Cure musicali, rispettivamente Cure Melody e Cure Rhythm. |                   |         |
| 2  | Gaga~n! Le Pretty Cure rischiano già di sciogliersi-miao! 「ガガ～ン！早くもプリキュア解散の危機ニャ！」 - Gaga~n! Hayaku mo Purikyua kaisan no kiki nya! | 13 febbraio 2011  |         |
| 2  | Cure Melody e Cure Rhythm non riescono a sincronizzare i loro cuori nel combattimento, lasciando a piede libero il Negatone. Kanade è decisa a non voler essere una Pretty Cure insieme a Hibiki, così Hummy scopre che la ragione per cui le due non vanno d'accordo risale alla cerimonia d'inizio delle scuole medie quando le due avevano promesso di incontrarsi sotto un albero di ciliegio, senza che ciò avvenne mai. Quando le ragazze si imbattono in una bambina nella loro stessa situazione passata, si rendono conto che quella volta non si sono viste perché sono andate ai lati opposti della scuola. Ormai chiaritesi, le due Pretty Cure fronteggiano e sconfiggono il Negatone, recuperando sia il loro disco che la Nota. |                   |         |
| 3  | Jaja~n! Hibiki odia la musica-miao? 「ジャジャ～ン！響は音楽嫌いニャ？」 - Jaja~n! Hibiki wa ongaku girai nya? | 20 febbraio 2011  |         |
| 3  | Hummy si rende conto che, in una città a forte tema musicale come Kanon, Hibiki è l'unica ad odiare la musica e, chiedendo a Kanade, ne scopre il motivo. Dopo molti tentativi, Hibiki rivela che quando da bambina partecipò ad un'esibizione di pianoforte sostituendo un altro bambino invece di andare al parco con suo padre, Dan Hojo, grande esperto di musica, egli le disse che ciò che aveva suonato non era "vera musica", il che la rattristò e la convinse a smettere di suonare. Anche uno dei loro compagni di scuola, Masamune Ouji, che suona il pianoforte nel corpo musicale Principe coordinato da Dan, ha difficoltà a capire cosa egli intenda per "vera musica". Proprio durante un loro concerto, Seiren e il Trio attaccano e le Pretty Cure entrano in azione: durante la battaglia, Dan interviene suonando il pianoforte e dicendo che la "vera musica" si suona divertendosi, permettendo così alle guerriere di vincere contro il mostro. Adesso che ha compreso le parole di suo padre, Hibiki pensa di poter tornare a suonare. |                   |         |
| 4  | Mogumogu! Kanade ci mostra la ricetta della motivazione-miao♪ 「モグモグ！奏が見せる気合のレシピニャ♪」 - Mogumogu! Kanade ga miseru kiai no reshipi nya♪ | 27 febbraio 2011  |         |
| 4  | Kanade vuole partecipare ad un concorso di torte in cui uno dei giudici sarà il suo idolo, Yoko Yamaguchi, ma ha problemi a trovare idee che possano impressionare. Seiren decide di travestirsi da Yoko e dare lezioni private a Kanade per farle utilizzare dei gusti completamente diversi dal solito, tutto per spezzare l'amicizia tra lei e Hibiki. Il piano funziona, in quanto Hibiki pensa che questo nuovo tipo di torta non sia affatto buono, e Kanade si arrabbia. Tuttavia Hibiki le dice che non ha intenzione di mentirle quando si tratta delle sue preparazioni, e la ragazza quindi crea la sua solita torta alla fragola. Seiren, però, vedendo che al suo interno c'è una Nota, svela il suo travestimento e sferra un attacco, che tuttavia le Pretty Cure riescono a sventare. |                   |         |
| 5  | Dotabata! Una sfida da reporter televisive-miao♪ 「ドタバタ！テレビレポーターに挑戦だニャ♪」 - Dotabata! Terebi repōtā ni chōsen da nya♪ | 6 marzo 2011      |         |
| 5  | Le ragazze hanno problemi ad unire i loro cuori in armonia, cosa fondamentale per i poteri da Pretty Cure, e Hummy consiglia loro di fare qualche attività insieme. La madre di Hibiki, Maria, che abita all'estero, comunica alla figlia che ha proposto lei e Kanade come reporter per un servizio televisivo sulla città. Le due, all'inizio contrarie, finiscono per accettare e, nonostante i modi totalmente diversi di raccontare la storia, entrambe riescono a divertirsi. Seiren cerca di sfruttare il programma per suonare e diffondere la Melodia della Tristezza, ma finisce per essere scacciata dalle guerriere. Alla fine Hibiki e Kanade prendono la decisione di esercitarsi insieme al pianoforte. |                   |         |
| 6  | Gamigami! La Miracle Belltier nasce da una ramanzina-miao♪ 「ガミガミ！お説教が生んだミラクルベルティエニャ♪」 - Gamigami! Osekkyō ga unda Mirakuru Berutie nya♪ | 20 marzo 2011     |         |
| 6  | Kanade e suo fratello minore Sōta non sembrano andare d'accordo, ma nel profondo del cuore tengono l'uno all'altra. Aiutato da Hibiki, Sōta decide di regalare dei cupcake a Kanade per il White Day, ma viene rimproverato per aver combinato un disastro in cucina proprio dalla sorella, che lo fa piangere e scappare via, dove viene raggiunto e preso di mira da Seiren. Mentre Cure Rhythm cerca di salvare Sōta, il desiderio di Cure Melody di proteggere il loro legame fa nascere una nuova arma, la Miracle Belltier, che la guerriera usa per sconfiggere i nemici. Successivamente Kanade si scusa col fratello e accetta il suo regalo, ma scopre che lui ancora una volta le ha fatto un scherzo. |                   |         |
| 7  | Tettekete~! Avvicinandosi al segreto del signor Otokichi-miao♪ 「テッテケテ～！音吉さんの秘密に迫るニャ♪」 - Tettekete~! Otokichi-san no himitsu ni semaru nya♪ | 27 marzo 2011     |         |
| 7  | Mentre Hibiki e Kanade stanno per tornare a casa dal teatro della musica, in cui si esercitano col pianoforte, notano che il signor Otokichi Shirabe, il custode dell'organo, ha dimenticato una preziosa bambola regalatagli da suo nipote. Le due decidono di andare a restituirla, cercando l'uomo per tutta la città, ma con poca fortuna. Quando dimenticano la bambola a loro volta, questa viene trasformata in un Negatone da Seiren, ma le Pretty Cure riescono a sconfiggerlo. |                   |         |
| 8  | Chararān! La strategia di falsa amicizia di Seiren-miao! 「チャララーン！セイレーンのニセ親友大作戦ニャ！」 - Chararān! Seirēn no nise shinyū daisakusen nya! | 3 aprile 2011     |         |
| 8  | Per cercare di distruggere l'amicizia che lega le Pretty Cure, Seiren indaga sui gusti e gli hobby di Hibiki e si traveste in Sakura Hojo, una studentessa appena trasferitasi, per stringerci amicizia e separarla da Kanade. Nonostante riesca a metterle l'una contro l'altra, quando Hibiki si fa male alla caviglia durante un incontro di judo, Kanade la aiuta dimostrando la vera amicizia che c'è tra loro. Seiren viene poi scoperta e battuta ancora una volta da Cure Melody e Cure Rhythm. |                   |         |
| 9  | Hanyanya? Qual è la cosa che manca a Kanade-miao? 「ハニャニャ？奏に足りないものって何ニャ？」 - Hanyanya? Kanade ni tarinaimono tte nani nya? | 10 aprile 2011    |         |
| 9  | A Kanade pesa il fatto di non avere una Belltier come quella di Hibiki e sente di affidarsi troppo a lei nelle battaglie contro i nemici. Ne parla quindi con Hummy la quale, dicendole che l'arma è nata dal potere di Pretty Cure della ragazza, porta Kanade a imitare invano le abitudini sia alimentari che sportive dell'amica. Mentre Hibiki s'interroga sul recente comportamento strano di Kanade, Seiren crea un Negatone che diffonde la Melodia della Tristezza. Durante il combattimento Cure Melody viene ferita a un braccio, ma la determinazione di Cure Rhythm di proteggere tutti fa nascere la Fantastic Belltier, il cui potere le consente di dare il colpo di grazia al mostro. |                   |         |
| 10 | Uhhohhō! Maestra Hibiki, grande affanno all'asilo-miao♪ 「ウッホッホー！響先生、幼稚園で大奮闘ニャ♪」 - Uhhohhō! Hibiki-sensei, yōchien de daifuntō nya♪ | 17 aprile 2011    |         |
| 10 | Adesso che sono riuscite ad essere in armonia tra loro, le ragazze decidono di smettere di esercitarsi col pianoforte. Il padre di Hibiki chiede alla figlia, Kanade e Ouji di aiutarlo durante le lezioni di musica in un asilo in previsione di una recita, il che si rivela essere non facile. Il giorno dopo, Ouji salva Seiren prima che venga investita da un'auto, e la gatta comincia a provare qualcosa per lui. Più tardi, Hibiki riesce a far divertire i bambini nell'apprendimento della musica, i quali, dopo una recita di successo, fanno a lei e Kanade un regalo. Essendo Seiren esitante a causa della presenza di Ouji, è un componente del Trio the Minor, Bassdrum, a trasformare il regalo in due Negatone che vengono però sconfitti dalle Pretty Cure. Successivamente, Hibiki e Kanade decidono di riprendere a suonare il pianoforte insieme ma stavolta per divertirsi, mentre Bassdrum comunica a Seiren che non è più il suo capo. |                   |         |
| 11 | Gyogyogyo! Appare una misteriosa Pretty Cure-miao! 「ギョギョギョ！謎のプリキュア現るニャ！」 - Gyogyogyo! Nazo no Purikyua arawaru nya! | 24 aprile 2011    |         |
| 11 | Seiren viene deposta da Mephisto dal suo ruolo di leader e per questo fugge via, mentre Bassdrum prende il suo posto. Nel frattempo, Hibiki e Kanade decidono di iscriversi a un concorso musicale a cui parteciperanno molti abitanti della città, ma il giorno della gara si rendono conto che si tratta di una trappola di Bassdrum per diffondere la Melodia della Tristezza e catturare le Note. Nel combattimento, in cui Cure Melody e Cure Rhythm lottano contro due Negatone, appare una misteriosa Pretty Cure mascherata di nome Cure Muse che intrappola i mostri e fa sì che possa venir dato loro il colpo di grazia. Il Fairy Tone di Cure Muse, però, chiarisce alle ragazze e a Hummy che non sono loro alleati e spariscono nel nulla, nel frattempo che Seiren torna alla base segreta e Bassdrum ha dei sospetti su di lei. |                   |         |
| 12 | Rinrīn♪ Parlateci di Cure Muse-miao! 「リンリーン♪ キュアミューズのこと教えてニャ！」 - Rinrīn♪ Kyua Myūzu no koto oshiete nya! | 1º maggio 2011    |         |
| 12 | Hibiki e Kanade sono determinate a scoprire la vera identità di Cure Muse, mentre Hummy chiede informazioni ad Aphrodite, la quale le dice soltanto che Muse significa "Dea della Musica". Il Trio the Minor ipotizza che Muse possa essere Seiren, dato che ultimamente non si fa più vedere. Nel frattempo, Hibiki sospetta della sua amica di club sportivi Waon Nishijima, Kanade della presidentessa del suo club di pasticceria Seika Higashiyama. Hummy incontra il Trio the Minor e trova una Nota che tuttavia Bassdrum utilizza per attaccare: essendo le Pretty Cure in difficoltà a combatterlo, Cure Muse si mostra ancora una volta e tramite il suo partner Fairy Tone, Dodori, insegna loro come separare le Belltier, dando vita a una nuova tecnica con cui battere i nemici. |                   |         |
| 13 | Mumumu~n! Il segreto di Seiren e Hummy-miao♪ 「ムムム～ン！セイレーンとハミィの秘密ニャ♪」 - Mumumu~n! Seirēn to Hamii no himitsu nya♪ | 8 maggio 2011     |         |
| 13 | Seiren si ripresenta e decide di proseguire la sua missione in disparte dal Trio the Minor, negando le loro accuse di essere Cure Muse. Hummy, trovando uno foglio di spartito molto prezioso tra le cose di Seiren, comincia a raccontare a Hibiki e Kanade di quando lei e Seiren erano migliori amiche, in particolare di quando l'ha aiutata a vincere le audizioni di Fata del Canto dopo che altre fate l'avevano ingannata e ostacolata. Seiren allora interviene dicendo di essersi pentita della scelta fatta, in quanto ha capito che non riuscirà mai a essere al livello di Hummy, la quale però la fa commuovere ribadendole che resterà sempre la sua migliore amica. Mentre il Trio the Minor porta via Hibiki e Kanade, Mephisto utilizza il lavaggio del cervello per riportare Seiren sotto il suo controllo, convincendola che Hummy sia falsa nei suoi confronti. La gatta mette così in difficoltà le ragazze, ma Cure Muse ricompare e la porta alla sconfitta. Dopo la battaglia, Hibiki e Kanade promettono a Hummy che Seiren tornerà presto quella di un tempo. |                   |         |
| 14 | Awawawa~! Muse contro Muse, qual è quella vera-miao? 「アワワワ～！ミューズ対ミューズ、本物はどっちニャ？」 - Awawawa~! Myūzu tai Myūzu, honmono wa docchi nya? | 15 maggio 2011    |         |
| 14 | Hibiki e Kanade continuano la loro ricerca per scoprire chi sia in realtà Muse, arrivando persino a fare un annuncio a scuola. All'appuntamento prefisso si presenta Seika, che nega di essere Muse ma dice loro che chi stanno cercando avrà un motivo per non rivelarsi. Più tardi, Cure Muse si mostra davanti a Hibiki e Kanade, ma in realtà è Seiren travestita che ruba i loro Cure Module e li getta via. Le due vengono poi salvate dalla vera Muse mentre Hummy, quando Seiren si rivela e comincia ad attaccare, recupera i Module delle ragazze in modo che possano trasformarsi e combattere. A fine scontro, Dodori riferisce alle due che diventeranno amiche quando sarà il momento giusto. |                   |         |
| 15 | Meromero~! Il Lucky Spoon di Kanade-miao♪ 「メロメロ～！奏のラッキースプーンニャ♪」 - Meromero~! Kanade no Rakkī Supūn nya♪ | 22 maggio 2011    |         |
| 15 | Il compleanno di Ouji si avvicina e i suoi amici chiedono a Kanade di aiutarli a preparare una festa al Lucky Spoon, la pasticceria della famiglia della ragazza. Kanade ne è molto innamorata e spera di preparargli una torre di cupcake da mangiare, ma si scoraggia quando sente Ouji parlare di una "principessa", che suppone sia la sua fidanzata, e recupera l'umore solo grazie a Hibiki e Hummy. Nel giorno della festa, Seiren incontra Ouji e lancia un incantesimo su di lui, il quale tuttavia al risveglio si mostra gentile nei suoi confronti tanto da farla scappare via imbarazzata dopo un suo ennesimo colpo sventato dalle Pretty Cure. Il ragazzo poi raggiunge la festa, dove viene rivelato che la "principessa" di cui parlava è in realtà il suo cane Hime. |                   |         |
| 16 | Pinpōn! Le migliori amiche si scambiano di ruolo-miao♪ 「ピンポーン！交換ステイでベストフレンドニャ♪」 - Pinpōn! Kōkan sutei de besuto furendo nya♪ | 29 maggio 2011    |         |
| 16 | Hibiki e Kanade scoprono di essere state scelte per partecipare ad un torneo di migliori amici, ma finiscono per litigare a causa di un inganno di Seiren. Per farle andare di nuovo d'accordo, Hummy suggerisce loro di passare un giorno l'una nei panni dell'altra: pertanto, scambiandosi di casa, Kanade inizia a capire la solitudine provata da una persona che è figlia unica con i genitori molto indaffarati, mentre Hibiki ammira la tenacia nel riuscire a conciliare lo studio, l'aiuto in famiglia e il rapporto con un fratello minore. Riconciliatesi il giorno dopo, Seiren tenta di seminare zizzania tra loro durante la gara, fingendosi la madre di Hibiki, Maria; tuttavia il piano crolla quando la vera Maria, tornata da Parigi, si presenta tra il pubblico per dare il suo supporto a Hibiki, dopo essere stata avvisata da Kanade. Seiren crea così un Negatone che si rivela troppo potente per i normali delle Pretty Cure ma, rendendosi conto di poter sfruttare i pregi l'una dell'altra, le guerriere combinano le loro Belltier per formare le più potenti Belltier Cross Rod con le quali si sbarazzano del mostro. |                   |         |
| 17 | Ururun! Una mamma è sempre dalla parte del suo bambino-miao♪ 「ウルルン！ママはいつでも子供の味方なのニャ♪」 - Ururun! Mama wa itsudemo kodomo no mikata nano nya♪ | 5 giugno 2011     |         |
| 17 | Maria, in qualità di famosa violinista, viene invitata come ospite speciale a scuola e Hibiki cerca di sfruttare il tempo che ha a disposizione prima che sua madre torni in Francia. Intanto Seiren si traveste da Hibiki e cerca di diffondere la Melodia della Tristezza al fine di scatenare la gente contro la ragazza. Tuttavia Maria, credendo nell'innocenza della figlia, suona una melodia che riporta tutti in sé, dando a Hibiki e Kanade la possibilità di trasformarsi e contrattaccare. Successivamente Hibiki e Maria passano del tempo insieme e la madre rivela che il suo desiderio è quello di suonare sul palco con la figlia e il marito. Maria torna poi in Francia, mentre Hibiki promette di diventare una pianista eccezionale. |                   |         |
| 18 | Fuwawa~n! Raccogliere le Note non è così facile-miao! 「フワワ～ン！音符集めも楽じゃないニャ！」 - Fuwawa~n! Onpu atsume mo raku janai nya! | 12 giugno 2011    |         |
| 18 | Mentre sia Aphrodite che Mephisto pianificano di andare sulla Terra, Hummy percepisce la presenza di un gran numero di Note e chiede a Hibiki e Kanade di aiutarla a catturarle, nonostante le due non possano vederle. La fata le rende visibili ai loro occhi, e Seiren e il Trio the Minor fanno una sfida secondo la quale chi catturerà più Note diventerà il nuovo leader. I due schieramenti si scontrano presto e ne consegue una battaglia che intrappola le Pretty Cure, presto liberate quando Otokichi suona una melodia che mette fuori gioco i nemici. In seguito, Cure Muse sottrae e libera le Note recuperate dai malvagi, mentre Aphrodite e Mephisto cambiano idea e rinunciano ai loro piani. |                   |         |
| 19 | Gunyagunya~! Le Pretty Cure non possono trasformarsi-miao! 「グニャグニャ～！プリキュアに変身できないニャ！」 - Gunyagunya~! Purikyua ni henshin dekinai nya! | 26 giugno 2011    |         |
| 19 | Analizzando le battaglie passate, Seiren individua la debolezza delle Pretty Cure ed elabora un nuovo piano. La gatta cattura Hummy e ne prende le sembianze per ingannare Hibiki e Kanade, le quali però la riconoscono a causa della sua collana e cercano un modo per raggirarla e farsi portare dalla vera, nonostante il disaccordo su come gestire la situazione. Seiren finisce per intrappolarle in due dimensioni diverse in modo che, non potendo unire il loro potere armonico, non possano trasformarsi. Un Negatone diffonde la Melodia della Tristezza tra gli studenti, e solo Cure Muse può intervenire per fermarlo. Intanto Hibiki e Kanade riescono grazie ai loro sentimenti a liberarsi, e in questo modo si trasformano e sconfiggono il mostro. Hummy viene liberata e dice a Seiren che sarà sempre sua amica nonostante continui a ingannarla, ma riceve come risposta che non ci si può fidare degli amici. |                   |         |
| 20 | Aaaa~♪ Seiren, l'ultima strategia-miao! 「アアアア～♪ セイレーン、最後の作戦ニャ！」 - Aaaa~♪ Seirēn, saigo no sakusen nya! | 3 luglio 2011     |         |
| 20 | Seiren comunica a Mephisto di avere un piano per rubare tutte le note a Hummy e alle Pretty Cure, e inoltre gli chiede di donarle ancora più potere oscuro. Così la gatta inganna Hummy, dicendole di essere stata cacciata da Mephisto, e la convince ad aiutarla a nascondersi senza dire niente a Hibiki e Kanade. Seiren, inoltre, le dice che vuole cantare insieme a lei la Melodia della Felicità e per questo le chiede di portare i Fairy Tone, i quali custodiscono le Note raccolte. Quando Hibiki e Kanade vengono a sapere che Sōta e la sua amica Ako hanno visto le due gatte insieme, Hummy dice loro che possono fidarsi di Seiren. Il Trio the Minor trasforma le Note che Seiren ha con sé in un potente Negatone, che mette in difficoltà le Pretty Cure. Quando Hummy chiede a Seiren di aiutarle, questa fa sì che le Note lottino l'una contro l'altra dando così alle guerriere l'occasione di vincere lo scontro. Subito dopo Hummy consegna i Fairy Tone a Seiren, la quale rivela infine le sue vere intenzioni, portando le Note da Mephisto a Minor Land. |                   |         |
| 21 | Dokkun! È nata una Pretty Cure miracolosa-miao!! 「ドックン！奇跡のプリキュア誕生ニャ！！」 - Dokkun! Kiseki no Purikyua tanjō nya!! | 10 luglio 2011    |         |
| 21 | Con le Note ormai in suo possesso, Mephisto invade la città di Kanon e allestisce il palco su cui eseguire la Melodia della Tristezza. Aphrodite chiede a Hibiki e Kanade di credere nell'amicizia tra Hummy e Seiren. Hummy viene rapita da Mephisto, il quale la usa per ricattare Seiren in caso abbia qualche ripensamento; le parole di amicizia di Hummy, infatti, fanno commuovere la gatta che ricorda i bei momenti trascorsi con lei. Mephisto cerca quindi di soggiogare Hummy con la Melodia della Tristezza, ma Seiren si ribella a lui liberando le Note dallo Spartito Leggendario, che vengono però tramutate in un Negatone. Hummy riesce a liberare se stessa e i Fairy Tone, permettendo a Hibiki e Kanade di trasformarsi. Quando Mephisto tenta ancora di catturare Hummy, Seiren si trasforma all'improvviso in una Pretty Cure e la salva, mentre Cure Melody e Cure Rhythm sconfiggono il mostro evocato. Seiren, tuttavia, non essendo in grado di comprendere ciò che le è successo, scappa via. |                   |         |
| 22 | Lalā♪ Un tono spirituale, il suo nome è Cure Beat-miao!! 「ララー♪ 魂の調べ、その名はキュアビートニャ！！」 - Rarā♪ Tamashī no shirabe, sono na wa Kyua Bīto nya!! | 17 luglio 2011    |         |
| 22 | Tutti si chiedono come Seiren abbia fatto a diventare una Leggendaria Guerriera, in particolare lei stessa, che scopre inoltre che non può più trasformarsi in gatto o cambiare aspetto perché le si è rotto il ciondolo che portava al collo che glielo permetteva. Non sapendo ormai dove andare, la ragazza si ferma davanti al teatro della musica dove il signor Otokichi le dà il suo conforto. Hummy la trova, ma Seiren le dice che non merita di essere perdonata così facilmente. Anche Hibiki e Kanade le offrono la loro amicizia, ma il gruppo viene bloccato dal Trio the Minor: grazie al suo desiderio di proteggerle, Seiren fa nascere un Cure Module che le consente di trasformarsi a tutti gli effetti in una Pretty Cure, Cure Beat; usando la sua arma, la Love Guitar Rod, riesce a salvare Hummy e a sconfiggere gli avversari. Dopo la battaglia, però, Seiren non è ancora in grado di perdonare se stessa e fugge di nuovo. |                   |         |
| 23 | Zaza~n! Le lacrime sono l'oceano più piccolo del mondo-miao! 「ザザ～ン！涙は世界で一番ちいさな海ニャ！」 - Zaza~n! Namida wa sekai de ichiban chīsana umi nya! | 24 luglio 2011    |         |
| 23 | Seiren continua a rifiutare l'offerta di amicizia di Hibiki e Kanade, e, mentre cerca di evitarle, incontra un bambino di nome Mamoru che si nasconde da suo padre. Egli spiega che è scappato con la borsa del padre dopo aver saputo da lui che sarebbe andato a lavorare all'estero per un anno. Hibiki e Kanade hanno idee in contrasto con quelle di Seiren e quest'ultima va via con Mamoru mentre le due vanno a cercare il padre. Mamoru scopre che suo padre ha fatto a mano un animale di pezza per lui e così decide di voler tornare. Tuttavia, proprio quando padre e figlio si riuniscono, Bassdrum sferra un attacco e cerca di confondere i sentimenti di Seiren; Hummy le dà coraggio, permettendole di essere sincera con se stessa e di unirsi alla lotta. Dopo aver battuto il nemico, Seiren, che da adesso prende il nome di Eren Kurokawa, supera le sue preoccupazioni e si unisce ufficialmente alle Pretty Cure. |                   |         |
| 24 | Sansan! Suggelliamo l'amicizia con una Hummy di sabbia-miao! 「サンサン！お砂のハミィで友情の完成ニャ！」 - Sansan! Osuna no Hamii de yūjō no kansei nya! | 31 luglio 2011    |         |
| 24 | Hibiki e Kanade portano Eren in spiaggia, dove il Lucky Spoon sta organizzando una gara di sculture di sabbia. Dopo un po' di incertezza su cosa costruire, inavvertitamente le ragazze finiscono con avere Hummy come modella di riferimento. Eren però ha ancora difficoltà a legare con Hibiki e Kanade, tanto che non riesce nemmeno a chiamarle per nome e, quando rovina accidentalmente la Hummy di sabbia che hanno costruito, viene rassicurata che questo non comprometterà la loro amicizia appena nata. Proprio mentre finiscono di ricostruirla, appare il Trio the Minor che trasforma la scultura in un Negatone: per difendere le creazioni di sabbia degli altri concorrenti, Cure Beat si batte con le altre, onorando la loro amicizia e sconfiggendo il nemico. Infine, nonostante non abbiano vinto il concorso, Eren dice a Hibiki e Kanade di essersi divertita molto durante la giornata. |                   |         |
| 25 | Hyu~doro~! Abbiamo tro~vato il punto debole di Eren-miao! 「ヒュ～ドロ～！エレンの弱点見～つけたニャ！」 - Hyu~doro~! Eren no jakuten mi~tsuketa nya! | 7 agosto 2011     |         |
| 25 | Durante il festival estivo, Hibiki e Kanade scoprono che Eren ha paura dei fantasmi dopo averle fatto uno scherzo. Credendo di essere stata presa in giro dalle due, Eren scappa, ma incontra Ouji che allevia le sue preoccupazioni. Quando la ragazza va a cercare le altre, incontra i membri del Trio the Minor, travestiti da fantasmi che fingono di essere Hibiki e Kanade per infrangere l'amicizia tra le tre, mentre Bassdrum approfitta dell'opportunità per rubare i Cure Module di Hibiki e Kanade. Tuttavia Eren, che in realtà non si è fatta ingannare dal piano del trio, recupera i Module in modo che lei e le sue amiche possano trasformarsi insieme e combattere. Sebbene Eren abbia ancora paura dei fantasmi, riesce a superarla per proteggere le sue compagne e battere i nemici; tornata alla normalità, decide di entrare nella casa stregata, dicendo che non ha nulla da temere se le sue amiche sono al suo fianco. |                   |         |
| 26 | Pipopapo♪ La grande avventura dei Fairy Tone-miao♪ 「ピポパポ♪ フェアリートーンの大冒険ニャ♪」 - Pipopapo♪ Fearī Tōn no daibōken nya♪ | 14 agosto 2011    |         |
| 26 | Mephisto potenzia il Trio the Minor in modo che possano trovare le Note, e i tre finiscono per rapire i Fairy Tone che consentono alle Pretty Cure di trasformarsi, Dori, Reri e Lari. Siri viene catturato subito dopo aver salvato i suoi tre simili, ma viene liberato da Hummy e dagli altri Tone, Miri, Fari e Sori. Le guerriere trovano difficoltà a lottare ma, anche grazie al potere di Sori, battono i nemici. Il Trio the Minor riesce lo stesso a scappare con tutte le Note rubate ai tre Fairy Tone che avevano rapito in precedenza. Con la promessa di impedire che la Melodia della Tristezza venga completata, Hibiki sente una voce misteriosa che la chiama per nome. |                   |         |
| 27 | Kachikkachi-! Salvare il mondo in 30 minuti-miao! 「カチッカチッ！３０分で世界を救うニャ！」 - Kachikkachi-! Sanjū-pun de sekai wo sukū nya! | 21 agosto 2011    |         |
| 27 | Una mattina alle 8:30, Hibiki e suo padre si preparano per l'escursione a cui parteciperanno con Eren, Kanade e la sua famiglia, ma mancano solo 30 minuti all'incontro. Nel frattempo, Baritone coinvolge gli altri membri del trio in un piano, ma Eren si accorge di loro e decide di seguirli. Hibiki, che sente di nuovo la voce misteriosa, e Kanade vengono informate da Hummy di ciò che Eren ha visto. Il Trio the Minor, dopo aver bloccato Eren per impedirle di intervenire, utilizza l'antenna radio della città per diffondere la Melodia della Tristezza in tutto il mondo. Le Pretty Cure riescono ad intervenire e a scongiurare il piano, tornando appena in tempo per partire per l'escursione. |                   |         |
| 28 | Dokidoki! L'inizio della vita scolastica di Eren-miao! 「ドキドキ！エレン初めての学校生活ニャ！」 - Dokidoki! Eren hajimete no gakkō seikatsu nya! | 28 agosto 2011    |         |
| 28 | La fine dell'estate si avvicina e Eren desidera frequentare la scuola insieme a Hibiki e Kanade, venendo ammessa grazie al signor Otokichi. Nel frattempo i Fairy Tone tentano di recuperare le Note che il Trio the Minor ha rubato loro, ma finiscono per esaurire le energie. Hibiki e Kanade danno a Eren alcuni consigli su come iniziare al meglio l'anno scolastico, ma la ragazza prende la situazione troppo sul serio, tanto che il primo giorno, dopo aver passato tutta la notte ad esercitarsi, sviene e viene portata in infermeria. Eren capisce di essersi fatta molti nuovi amici quando scopre che tutti si sono preoccupati per lei. Proprio in quel momento, il Trio the Minor attacca e le Pretty Cure non possono utilizzare i poteri dei Fairy Tone in quanto questi sono troppo deboli, venendo quindi aiutate da Cure Muse. Dopo la battaglia, i Tone confessano che le loro Note sono state rubate e Hibiki sente ancora una volta la voce misteriosa: si rivela essere quella di Crescendo Tone, il quale dice a lei e alle altre che per aiutare i Fairy Tone devono raggiungerlo di persona a Major Land. |                   |         |
| 29 | Harahara! Caccia al tesoro a Major Land-miao♪ 「ハラハラ！メイジャーランドで宝探しニャ♪」 - Harahara! Meijā Rando de takarasagashi nya♪ | 4 settembre 2011  |         |
| 29 | Hibiki, Kanade, Eren e Hummy vanno a Major Land, dove vengono accolte da Aphrodite. Quest'ultima dice loro che Crescendo Tone viene custodito nell'Healing Chest, il quale si trova nella foresta del regno infestata da un'entità malvagia; per recuperarlo la regina unisce il suo potere al loro in modo che possano trasformarsi anche senza l'ausilio dei Fairy Tone. Quando raggiungono l'ingresso della foresta, le Pretty Cure vengono risucchiate e separate, e ognuna di loro si trova faccia a faccia con un mostro di pietra. Mentre cercano di reagire, le tre vengono costrette ad ascoltare il Rumore del Male, ma le parole d'amicizia di Cure Melody sono in grado di riunirla con le due amiche. I tre mostri si fondono dunque in uno e tengono in ostaggio Hummy e i Fairy Tone, ma le Leggendarie Guerriere riescono nonostante tutto a combinare i loro poteri e a sconfiggerlo. Successivamente, trovati l'Healing Chest e Crescendo Tone, il quale ridà energia ai Tone, le ragazze li portano sulla Terra con loro col consenso di Aphrodite. |                   |         |
| 30 | Waōn! Le meraviglie dell'Healing Chest-miao! 「ワオーン！ヒーリングチェストの不思議ニャ！」 - Waōn! Hīringu Chesuto no fushigi nya! | 11 settembre 2011 |         |
| 30 | Al corrente dei fatti accaduti a Major Land, Mephisto discute con il Trio the Minor riguardo l'Healing Chest recuperato dalle Pretty Cure. Nel frattempo, mentre Hibiki si scoraggia per aver preso un pessimo voto a scuola, misteriosi eventi musicali iniziano a verificarsi intorno a lei. Le ragazze, dopo aver saputo che il signor Otokichi e Crescendo Tone si conoscono, scoprono che è stato proprio quest'ultimo a causare quei suoni per rallegrare Hibiki. Poco dopo, il Negatone del Trio the Minor creato dal foglio del compito di Hibiki propone in modo bizzarro un test d'inglese alle Pretty Cure, attaccando ripetutamente Cure Melody in quanto sbaglia sempre risposta. Crescendo Tone, vedendo comunque la determinazione a impegnarsi della guerriera, le conferisce un nuovo potere che però, essendo troppo forte, Cure Melody non riesce ad utilizzare. |                   |         |
| 31 | Un, due! Potenziamento durante il campeggio delle Pretty Cure-miao! 「ワンツー！プリキュアキャンプでパワーアップニャ！」 - Wan tsū! Purikyua kyanpu de pawā appu nya! | 18 settembre 2011 |         |
| 31 | Per poter utilizzare il potere di Crescendo Tone, Hibiki suggerisce alle altre di andare in campeggio per allenarsi e diventare più forti come guerriere. Sebbene le loro idee di allenamento individuali non sembrino dare particolari effetti, le tre riescono a rafforzare l'armonia tra loro. Infatti il giorno dopo raggiungono l'obiettivo di scalare una montagna grazie alla loro amicizia e al lavoro di squadra. Successivamente le ragazze entrano in azione contro il Trio the Minor che sta causando il caos in città: essendo l'armonia tra loro aumentata, le tre Pretty Cure riescono ad utilizzare insieme il potere dell'Healing Chest e a battere i malvagi. |                   |         |
| 32 | Orooro~! L'Healing Chest è stato rubato-miao! 「オロオロ～！ヒーリングチェストが盗まれたニャ！」 - Orooro~! Hīringu Chesuto ga nusumareta nya! | 25 settembre 2011 |         |
| 32 | Le ragazze decidono di aprire un piccolo stand al mercatino delle pulci, il quale attira molte persone grazie alla dolcezza di Hummy e alla bellezza dell'Healing Chest. I membri del Trio the Minor, attraverso uno stratagemma, riescono a rubare l'Healing Chest, ma nella fuga Cure Muse lo prende di nascosto e lo sostituisce con un falso; Crescendo Tone ha l'occasione di parlare con Muse, dicendole che il giorno in cui potrà togliersi la maschera è vicino. Il Trio decide di attaccare, creando un Negatone dal coniglietto di pezza fatto da Eren che una bambina aveva acquistato: la piccola implora le Pretty Cure di non fargli del male nel combattimento, le quali riescono a convincerla a credere in loro e a riportare la bambola alla normalità. Più tardi, Ako restituisce l'Healing Chest alle ragazze, sostenendo di averlo trovato per caso. |                   |         |
| 33 | Howawa~n! I sogni di tutti sono il potere delle Pretty Cure-miao! 「ホワワ～ン！みんなの夢はプリキュアの力ニャ！」 - Howawa~n! Minna no yume wa Purikyua no chikara nya! | 2 ottobre 2011    |         |
| 33 | Hibiki decide di partecipare ad un concorso di pianoforte, ma comincia ad avere dubbi quando scopre che suo padre sarà uno dei giudici. Sia le sue amiche che sua madre le dicono di pensare al perché voglia diventare una pianista. Il giorno del concorso, Kanade, la quale partecipa anche lei ad una gara di dolci, dà a Hibiki uno speciale cupcake, dicendole che grazie a suo padre ha capito che il suo sogno è far sorridere le persone con i suoi dolci, e questo spinge la ragazza a mirare allo stesso obiettivo per quanto riguarda il pianoforte. Il Trio the Minor, però, tenta di rovinare il concorso e Eren si trova a combattere da sola per impedire loro di interrompere le gare di Hibiki e Kanade; fortunatamente, dopo aver finito le loro esibizioni, Cure Melody e Cure Rhythm arrivano in aiuto di Cure Beat. Alla fine Hibiki chiede a suo padre di darle lezioni di pianoforte come faceva un tempo, mentre Mephisto prende la decisione di andare personalmente sulla Terra. |                   |         |
| 34 | Zudodo~n! Mephisto è finalmente qui-miao! 「ズドド～ン！メフィストがやって来ちゃったニャ！」 - Zudodo~n! Mefisuto ga yattekichatta nya! | 9 ottobre 2011    |         |
| 34 | Basandosi sul fatto che dopo la precedente battaglia Dodori ha detto loro che anche Cure Muse ha qualcosa di caro da proteggere, Hibiki e le altre si chiedono ancora più interrogativi su quali siano le sue intenzioni. Intanto Mephisto arriva a Kanon e crea un grande Negatone nel centro della città: le Pretty Cure lottano contro di esso, e Cure Muse arriva ad aiutarle, ma, quando le tre lanciano il loro attacco congiunto contro Mephisto, la guerriera mascherata si mette in mezzo per proteggerlo, consentendo così al nemico di rubare ai Fairy Tone tutte le Note in loro possesso e di fuggire con esse. |                   |         |
| 35 | Jakīn! Finalmente Muse si toglie la maschera-miao! 「ジャキーン！遂にミューズが仮面をとったニャ！」 - Jakīn! Tsui ni Myūzu ga kamen wo totta nya! | 16 ottobre 2011   |         |
| 35 | Nonostante abbia con sé molte Note, Mephisto scopre di avere bisogno di molte altre per completare la Melodia della Tristezza. Hibiki e le altre chiedono quali siano le motivazioni che hanno spinto Cure Muse a proteggere Mephisto, e Crescendo Tone dice loro di pensare al motivo per cui una Pretty Cure combatte, così come il signor Otokichi dice lo stesso a Dodori. Mephisto torna all'attacco e crea un Negatone per attirare ulteriori Note presenti in città, e Cure Muse rimane a guardare da lontano non sapendo cosa sia giusto fare. Cure Beat nota che le cuffie che Mephisto indossa sono le stesse che lui usò su di lei per farle il lavaggio del cervello, e così le guerriere si rendono conto che egli è controllato da quello che è il loro vero nemico. Sebbene il Negatone venga battuto, Mephisto utilizza le Note per potenziare se stesso ed è allora che, esprimendo apertamente il desiderio di volerlo liberare dal suo cuore malvagio, Cure Muse irrompe e si toglie la maschera, rivelando di essere in realtà la piccola Ako Shirabe, nonché figlia di Mephisto. Ako prova a chiedere al padre di tornare alla normalità, ma quest'ultimo vedendola entra in confusione e il potere malvagio che agisce su di lui si dimostra troppo forte, costringendolo a ritirarsi. |                   |         |
| 36 | Kirakirān! Dritti al cuore, i sentimenti di Muse-miao! 「キラキラーン！心に届け、ミューズの想いニャ！」 - Kirakirān! Kokoro ni todoke, Myūzu no omoi nya! | 23 ottobre 2011   |         |
| 36 | Ako comunica di essere la principessa di Major Land, in quanto figlia di Aphrodite, e nipote del signor Otokichi. La bambina racconta alle ragazze di come Mephisto fosse un sovrano e un padre gentile e amorevole ma che, dopo essere entrato nella foresta del regno per recuperare l'Healing Chest, diventò malvagio e divenne il re di Minor Land. Rifugiatasi dal nonno, Ako, una volta saputo che il padre aveva rubato lo Spartito Leggendario, ha acquisito il potere di diventare Cure Muse decidendo però di nascondersi dietro una maschera. Nel frattempo Mephisto prova a ricordare il suo passato, ma la malvagità riprende il controllo su di lui e lo spinge a riscendere in campo per affrontare le Pretty Cure. Il potere malvagio di quest'ultimo si rivela troppo forte per Cure Melody, Cure Rhythm e Cure Beat, ma Aphrodite appare dinanzi a loro incoraggiando Ako a unirsi alla lotta. Inizialmente riluttante, le altre guerriere la convincono a farlo e, una volta trasformatasi, Cure Muse riesce ad aiutare il padre a ricordare chi è davvero e a riportarlo al suo vero essere. A sorpresa, Falsetto del Trio the Minor prende il comando al posto di Mephisto e viene rivelato che il nome del vero nemico delle Leggendarie Guerriere è Noise. |                   |         |
| 37 | Wakuwaku! Ad Halloween tutti si trasformano-miao! 「ワクワク！ハロウィンでみんな変身ニャ！」 - Wakuwaku! Harouin de minna henshin nya! | 30 ottobre 2011   |         |
| 37 | Dopo aver preso il comando, Falsetto potenzia Bassdrum e Baritone facendo assumere loro nuove forme mostruose. Il signor Otokichi racconta alle ragazze che un tempo ha combattuto contro Noise ed è stato in grado di sigillarlo, ma teme che il potere della Melodia della Tristezza possa risvegliarlo; Ako decide di rimanere sulla Terra e proteggerla insieme alle altre Pretty Cure. Nel frattempo in città si svolge la tradizionale festa di Halloween e, nonostante all'inizio si dimostri ostile, Ako finisce per divertirsi. Tuttavia il Trio the Minor appare e Falsetto crea un Negatone che Ako è determinata a combattere da sola, ma le altre le fanno capire che non deve più farlo in quanto adesso sono una squadra. La Melodia della Tristezza di Falsetto riesce a sopraffare il potere di Crescendo Tone, ma il Negatone viene finito lo stesso. Intanto, Noise si libera dal fossile che lo teneva imprigionato. |                   |         |
| 38 | Pachipachipachi♪ Un curioso incontro segna un nuovo inizio-miao! 「パチパチパチ♪ 不思議な出会いが新たな始まりニャ！」 - Pachipachipachi♪ Fushigina deai ga aratana hajimari nya! | 13 novembre 2011  |         |
| 38 | Ako vuole organizzare una piccola festa per il compleanno del nonno, il signor Otokichi, però rifiuta la proposta delle altre ragazze di cantare per lui. Poco dopo la bambina incontra un uccello ferito dallo strano aspetto, che porta a casa sua per curarlo e che decide di chiamare Pii-chan. Il motivo che ha portato Ako a non voler cantare è perché le ricorda i tempi in cui lo faceva con i genitori, senza i quali si sente triste. Sōta prova a chiederle spiegazioni, ma in quel momento compare Falsetto che lo prende in ostaggio. Cure Muse è determinata a proteggere tutte le persone amiche che ha finora incontrato a Kanon, le altre guerriere la supportano e insieme riescono a salvare Sōta e a sconfiggere il nemico. In seguito tutti festeggiano il compleanno di Otokichi e, al contrario di come aveva deciso, Ako canta insieme alle altre per lui, rendendosi conto di essere felice al loro fianco. |                   |         |
| 39 | Fugyā! Le Note sono tutte scomparse-miao! 「フギャー！音符がぜーんぶ消えちゃったニャ！」 - Fugyā! Onpu ga zēnbu kiechatta nya! | 20 novembre 2011  |         |
| 39 | Hummy scopre che tutte le Note custodite dai Fairy Tone sono scomparse. Le ragazze quindi chiedono a Otokichi di suonare l'organo per attirare le Note in modo che possano catturarle. Tuttavia il Trio the Minor ruba tutte le Note raccolte: grazie al lavoro di squadra, le Pretty Cure riescono a sconfiggere il Negatone evocato e a recuperare le Note. Più tardi a casa di Hibiki, Pii-chan ruba tutte le Note ai Tone senza che nessuno se ne accorga. |                   |         |
| 40 | Lululu~! Il suono della pioggia è un tono divino-miao! 「ルルル～！雨音は女神の調べニャ！」 - Rururu~! Amaoto wa megami no shirabe nya! | 27 novembre 2011  |         |
| 40 | Mentre Ako aspetta all'uscita di scuola sotto la pioggia che suo nonno venga a prenderla, Hibiki, Kanade ed Eren si chiedono se Noise possa essere qualcuno vicino a loro. Arrivate al teatro della musica, le tre salvano Otokichi da un pezzo dell'organo che stava per cadergli addosso. Otokichi sospetta così che Pii-chan sia in realtà Noise, il che, nonostante qualche titubanza iniziale di Ako, si dimostra essere vero. Il Trio the Minor sferra dunque un colpo, che le Pretty Cure abbattono, e fuggono via portando Noise con loro. |                   |         |
| 41 | Fafa~♪ Non vi lasceremo mai avere l'ultima nota-miao! 「ファファ～♪ 最後の音符はぜったい渡さないニャ！」 - Fafa~♪ Saigo no onpu wa zettai watasanai nya! | 4 dicembre 2011   |         |
| 41 | Falsetto scopre che l'ultima Nota che rimane per completare la Melodia della Tristezza è custodita dal Fairy Tone Fari, così manda Bassdrum e Baritone a catturarlo. Nel frattempo anche le ragazze vengono a conoscenza della situazione e Hibiki convince tutti i cittadini di Kanon a proteggere Fari dal trio con la scusa di girare le scene di un film. Nonostante questo e la presenza di tanti falsi Fari, i nemici riescono a catturare quello vero. La presenza di una grande folla, che cerca di salvare il Fairy Tone, costringe Falsetto a creare un Negatone usando tutti i falsi Fari e intrappolando quello vero all'interno. Con il lavoro di squadra, le Pretty Cure salvano Fari e annientano il mostro, ma Noise riesce lo stesso a ottenere l'ultima Nota. |                   |         |
| 42 | Pikonpikon! I Cure Module presi di mira-miao! 「ピコンピコン！狙われたキュアモジューレニャ！」 - Pikonpikon! Nerawareta Kyua Mojūre nya! | 11 dicembre 2011  |         |
| 42 | Sia le Pretty Cure che il Trio the Minor apprendono che la Melodia della Tristezza non sarà completata finché nello Spartito Leggendario non verranno inserite le quattro chiavi di violino custodite nei Cure Module. Dopo che i piani di Bassdrum e Baritone per rubarli falliscono, Falsetto usa il potere di Noise per controllare Waon e Seika, le quali riescono a sottrarre alle ragazze i Cure Module che tuttavia si rivelano essere dei falsi che Ako aveva precedentemente sostituito. Falsetto ordina loro di prendere quelli veri, ma non portano a termine il compito poiché, quando ci riescono, si liberano dal controllo di Noise e cadono svenute a terra. Quando Bassdrum e Baritone li toccano, ritornano alle loro forme umane e decidono di restituire gli oggetti alle Pretty Cure, ma i due vengono rimessi sotto il controllo di Noise e trasformati di nuovo. Nonostante le guerriere tentino di purificarli col potere di Crescendo Tone, Noise le ferma consentendo al trio di ritirarsi. |                   |         |
| 43 | Shikushiku…… La Melodia della Tristezza è stata completata-miao! 「シクシク⋯⋯ 不幸のメロディが完成しちゃったニャ！」 - Shikushiku…… Fukō no Merodi ga kansei shichatta nya! | 18 dicembre 2011  |         |
| 43 | Il Trio the Minor s'infiltra a Major Land e rapisce Aphrodite, chiedendo come riscatto i Cure Module. Le Pretty Cure vanno quindi a Minor Land e, grazie a Mephisto che salva Aphrodite, affrontano la banda di Falsetto. Mephisto, in preda ai sensi di colpa, cerca di riportare Bassdrum e Baritone a quando in passato erano dei normali cittadini di Major Land, e per questo prende il potere che Noise ha dato loro e lo trasferisce dentro di sé per distruggerlo, mettendo però la sua stessa vita a rischio. Bassdrum e Baritone rimangono a loro volta feriti proteggendo Aphrodite dall'attacco di Falsetto, e le guerriere, non riuscendo più a sopportare che venga fatto del male a coloro a cui tengono, consegnano di spontanea volontà le chiavi di violino ai nemici, permettendo loro così di completare la Melodia della Tristezza. |                   |         |
| 44 | DoReLaDo~♪ Un miracolo nato nella Notte Santa-miao! 「ドレラド～♪ 聖なる夜に生まれた奇跡ニャ！」 - DoReRaDo~♪ Seinaru Yoru ni umareta kiseki nya! | 25 dicembre 2011  |         |
| 44 | Le ragazze, che non sono più in grado di trasformarsi in Pretty Cure, si chiedono perché la Melodia della Tristezza non sia ancora stata cantata ora che è completa e Otokichi annuncia loro di aver finito di costruire l'organo con cui potranno contrastare i nemici. Intanto arriva il giorno del concerto di Natale, ma Falsetto lo interrompe e comincia a cantare la Melodia della Tristezza, la quale permette a Noise, assorbendo tutte le Note, di evolversi nella sua vera forma, di trasformare tutti gli abitanti di Kanon in pietra e di rendere lo Spartito Leggendario un Negatone per attaccare le guerriere prima di andare ad invadere Major Land; il potere dell'organo di Otokichi si rivela insufficiente e l'uomo si sforza di proteggere almeno le ragazze. Hibiki nota il dolore dello Spartito Leggendario e, insieme alle altre, esprime il desiderio di non arrendersi e questo restituisce loro le chiavi di violino, permettendo così nuovamente la trasformazione e la purificazione del Negatone. Infine Otokichi solleva da terra il teatro della musica e, con esso, lui e le Pretty Cure iniziano il viaggio verso Major Land per affrontare la battaglia finale contro Noise. |                   |         |
| 45 | Buo~n♪ Non lasceremo che Noise faccia quello che vuole-miao! 「ブォ～ン♪ ノイズの好きにはさせないニャ！」 - Buo~n♪ Noizu no suki ni wa sasenai nya! | 8 gennaio 2012    |         |
| 45 | Noise attacca Major Land, e Aphrodite cerca di trattenerlo fino all'arrivo delle Pretty Cure. Mentre le guerriere lottano contro di lui, Otokichi suona l'organo per indebolirlo e sigillarlo; tuttavia, usando il potere delle Note che ha assorbito, Noise riesce a sopraffarlo e a essere lui a sigillare Otokichi. Quando prova a fare lo stesso con Crescendo Tone, viene ferito gravemente dalle Pretty Cure, le quali vengono però a loro volta ferite da Falsetto. Noise tenta di intrappolare le Leggendarie Guerriere, ma Crescendo Tone si mette in mezzo e viene sigillato al loro posto. |                   |         |
| 46 | Zugōn! L'ultima battaglia delle Pretty Cure-miao! 「ズゴーン！プリキュア最後の戦いニャ！」 - Zugōn! Purikyua saigo no tatakai nya! | 15 gennaio 2012   |         |
| 46 | Noise assorbe dentro di sé Falsetto e questo gli consente di riacquistare le forze e di diventare più forte. Tornato ad affrontare le Pretty Cure, Noise è infastidito dalle parole di Cure Melody e tenta di assorbirla, ma la ragazza viene salvata da Bassdrum e Baritone, i quali vengono inghiottiti al suo posto, portando il nemico ad assumere una più potente forma umanoide. Nonostante gli sforzi, le guerriere sono sopraffatte dal potere del nemico, ma Aphrodite e gli altri cittadini di Major Land decidono di suonare una melodia per dimostrare a Noise che non temono che lui li trasformi tutti in pietra compiendo il suo obiettivo di creare un mondo privo di suoni. |                   |         |
| 47 | Pikān! La composizione della speranza suonata da tutti-miao! 「ピカーン！みんなで奏でる希望の組曲ニャ！」 - Pikān! Minna de kanaderu kibō no kumikyoku nya! | 22 gennaio 2012   |         |
| 47 | Noise rivela alle ragazze di essere stato creato dalla tristezza provata dagli esseri umani e Hibiki, che avverte la sua sofferenza, si rifiuta di combattere contro di lui. Hummy si getta dentro il corpo di Noise con lo Spartito Leggendario e canta una melodia nel tentativo di purificare le Note, incoraggiando le ragazze a trasformarsi e a combattere ancora ma, stavolta, per purificare il nemico. La determinazione sia delle Pretty Cure che di Hummy consente ai Fairy Tone di riunirsi per formare un nuovo Crescendo Tone e di trasformare le guerriere nelle Crescendo Pretty Cure. Insieme, le ragazze combinano i loro poteri e purificano Noise, il quale sorride loro prima di scomparire. |                   |         |
| 48 | Lalala~♪ Echeggia nel mondo, Melodia della Felicità-miao! 「ラララ～♪ 世界に響け、幸福のメロディニャ！」 - Rarara~♪ Sekai ni hibike, Shiawase no Merodi nya! | 29 gennaio 2012   |         |
| 48 | Dopo la sconfitta di Noise, Hummy riesce a far tornare tutte le Note all'interno dello Spartito Leggendario, ma cade in uno strano stato di incoscienza. Hibiki chiede a Eren di suonare una canzone per cercare di svegliarla, ma questo porta le ragazze nel mondo dei sogni di Hummy, dove la gattina non sembra essere in grado di vederle. Grazie al loro canto, le quattro ottengono la sua attenzione e alla fine riescono a farla svegliare. Essendo ormai tutto pronto, in qualità di Fata del Canto, Hummy esegue la Melodia della Felicità, ripristinando la musica a Major Land e liberando tutti gli abitanti, compresi Otokichi, Crescendo Tone e il, purificato, Trio the Minor. Tornate a Kanon, le ragazze scoprono che anche lì è tornato tutto alla normalità e inoltre apprendono che Noise è rinato sotto forma di un uccellino, poiché sanno che la tristezza da lui rappresentata non sparirà mai completamente. Adesso che la loro missione si è conclusa, le ragazze possono tornare alle loro vite normali con l'impegno di inseguire i loro sogni. |                   |         |